# Magnis (Carvoran)
Magnis (Engels: Carvoran) was een Romeins fort aan de Muur van Hadrianus nabij  Carvoran, Northumberland, Engeland. Het lag tussen de forten van Banna (Birdoswald) in het westen en Aesica (Great Chesters) in het oosten. Via de Stanegate Road, een Romeinse weg naar het oosten, was het verbonden met het fort Vindolanda.
Al ten tijde van keizer Trajanus, voor de bouw van de muur, werd er een garnizoen gevestigd in Carvoran. Onder Hadrianus was het Cohors I Hamiorum sagittariorum (Hamiaanse boogschutters) in Magnis gevestigd. Zij verlieten het fort toen de Muur van Antoninus in het noorden werd gebouwd, maar ze keerden naar Magnis terug onder keizer Marcus Aurelius. In de derde eeuw werd het Cohors II Delmatarum eq. (infanterie en cavalerie) in het fort gehuisvest.
In Carvoran is er een Roman Army Museum.

## Galerij

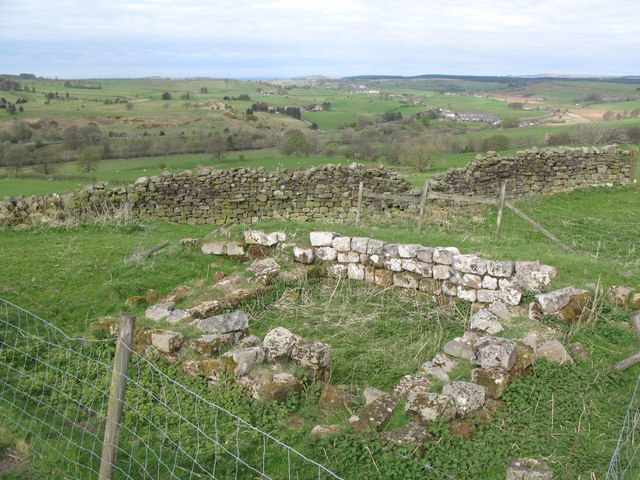
Noordwestelijke toren van het fort
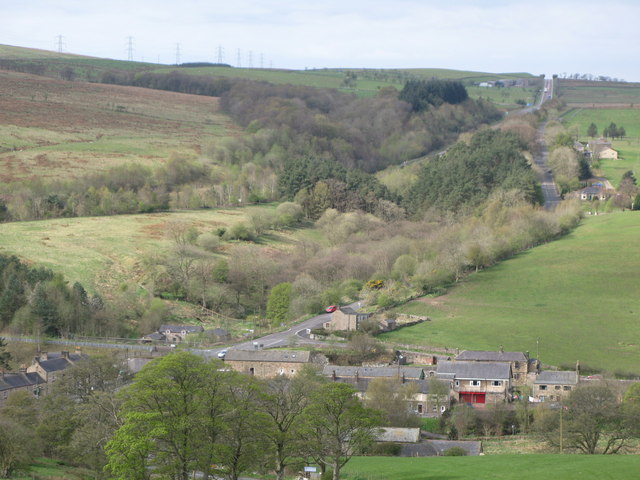
Omgeving van het fort
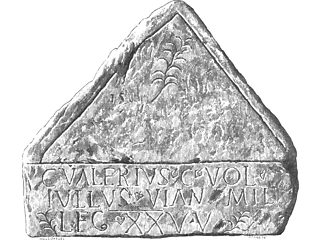
Inscriptie op een grafsteen